# Tadzjiekse somoni
De Tadzjiekse somoni is de munteenheid van Tadzjikistan. Eén somoni is honderd diram. De munteenheid is vernoemd naar Ismoil Somoni, de oprichter van de eerste Tadzjiki-staat.
De volgende munten worden gebruikt: 5, 10, 20, 25 en 50 diram en 1, 3 en 5 somoni. Het papiergeld is beschikbaar in 1, 5, 20, 50 diram en 1, 3, 5, 10, 20, 50, 100, 200 en 500 somoni.